# The Mind’s I
The Mind’s I ist das dritte Studioalbum der schwedischen Melodic-Death-Metal-Band Dark Tranquillity. Es erschien im Jahre 1997 über Osmose Productions und war das letzte Album der Band für dieses Plattenlabel.

## Entstehung
Nach dem relativ technisch ausgefallenem Vorgängeralbum The Gallery wollten die Musiker das neue Studioalbum etwas einfacher gestalten. Gitarrist Niklas Sundin erklärte in einem Interview, dass jedes Dark-Tranquillity-Album eine Reaktion auf den Vorgänger darstelle. Bei The Mind’s I wollten die Musiker die Lieder auf die essentiellen Dinge beschränken.
Die Aufnahmen fanden im Studio Fredman in Göteborg statt. Produziert wurde The Mind’s I von Fredrik Nordström und der Band. Als Gastmusikerin ist bei dem Lied Insanity's Crescendo Sara Svensson zu hören. Für die Lieder Zodijackyl Light und Hedon wurden Musikvideos gedreht.

## Titelliste
| 1. Dreamlore Degenerate – 2:44 2. Zodijackyl Light – 3:59 3. Hedon – 5:37 4. Scythe, Rage and Roses – 2:33 5. Constant – 3:02 6. Dissolution Factor Red – 2:07 | 1. Insanity's Crescendo – 6:52 2. Still Moving Sinews – 4:42 3. Atom Heart 243.5 – 4:00 4. Tidal Tantrum – 2:57 5. Tongues – 4:53 6. The Mind's Eye – 3:11 |

The Mind’s I wurde im Jahre 2005 von Century Media wieder veröffentlicht. Das Album enthielt ein anderes Albumcover, die vier Lieder der EP Enter Suicidal Angels, zwei Livevideos und das Musikvideo für das Lied Hedon.

## Rezeption
Frank Stöver vom deutschen Magazin Rock Hard schrieb in seiner Rezension, dass sich „die leichten musikalischen Veränderungen der Band gut zu Gesicht stünden“. Mit dem neuen Songmaterial würde die Band „ihre führende Position innerhalb des Genres unterstreichen“, wofür er 8,5 von zehn Punkten vergab. Laut Robert Müller vom deutschen Metal Hammer verstünden es Dark Tranquillity „komplexe Strukturen um die eingängigen Riffmotive ihrer relativ dicht am traditionellen Metal angesiedelten Songs zu weben“. Müller vergab sechs von sieben Punkten.